# 인월중학교
인월중학교(引月中學校)는 대한민국 전북특별자치도 남원시 인월면 서무리에 있는 공립 중학교이다.

## 학교 연혁
- 1960년 2월 11일 : 인월중학교 설립 인가(3학급)
- 1960년 5월 3일 : 인월중학교 개교
- 1964년 12월 28일 : 인월중학교 6학급 인가
- 1975년 11월 14일 : 인월고등학교 설립 인가
- 2024년 1월 5일 : 제62회 졸업식 (졸업생 총수 5,364명)
- 2024년 3월 1일 : 제20대 태동표 교장 부임

## 참고 자료
- 인월중학교 - 한국교육학술정보원 학교알리미